# 东亚囊瓣芹
东亚囊瓣芹（学名：Pternopetalum tanakae）为伞形科囊瓣芹属的植物。分布于日本、朝鲜以及中国大陆的安徽等地，生长于海拔1,600米的地区，多生在山坡林荫下，目前尚未由人工引种栽培。

## 异名
- Pternopetalum tanakae (Franch. et Sav.) Hand.-Mazz. var. fulcrantum Y. H. Zhang